# Чорноморець (футбольний клуб, Бургас)
Чорноморець (болг. Черноморец) — болгарський футбольний клуб з міста Бургас.
У сезоні 2007/08 команда фінішувала на шостому місці в еліті і здобула право представляти Болгарію у Кубку Інтертото.

## Попередні назви клубу
- Чорноморець 919 (2005 — 2006)
- Чорноморець (2006 — )